# Guttenberghaus

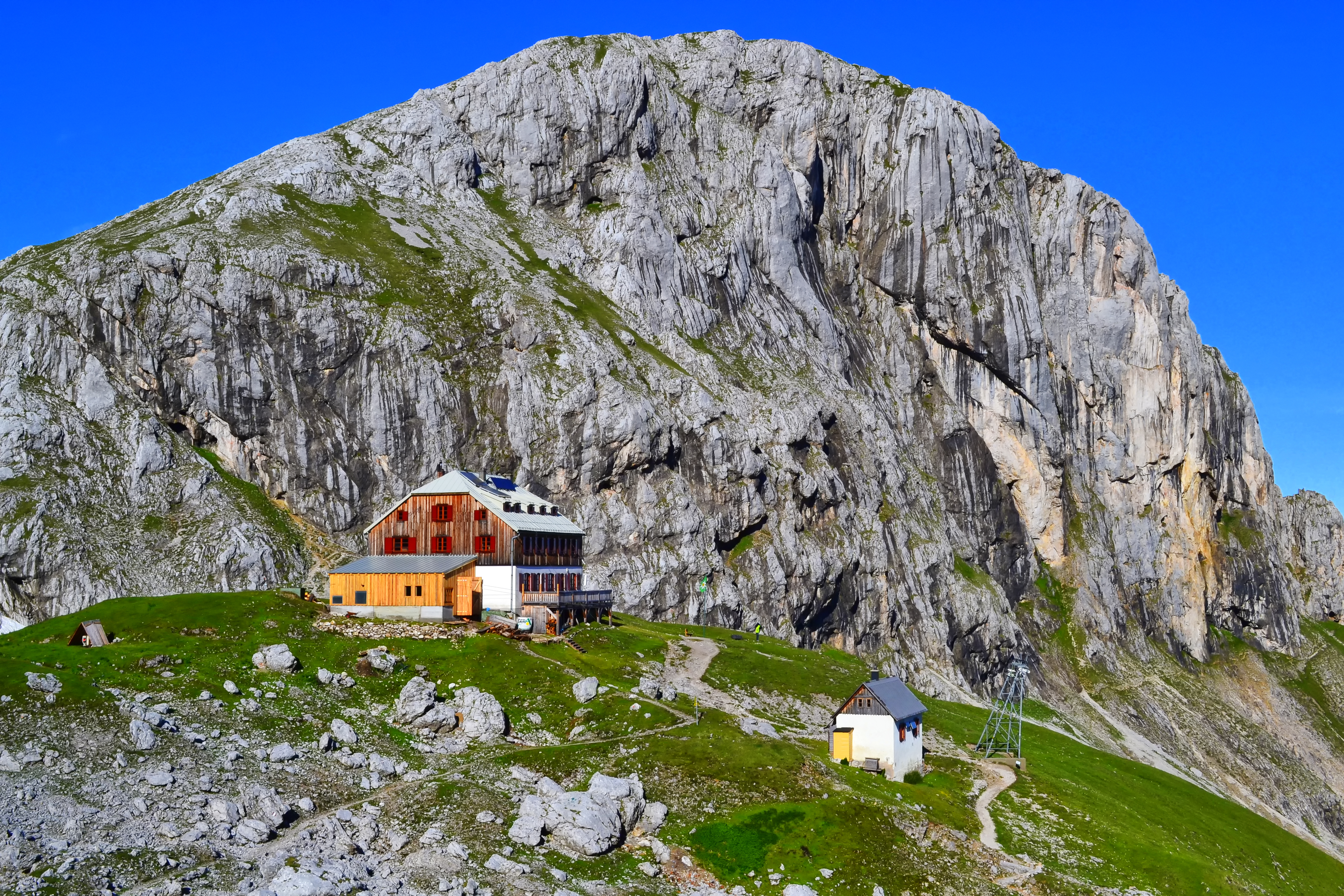
Das Guttenberghaus mit dem Hausberg Sinabell im Hintergrund. Der Sinabell ist zu Fuß oder auch über den Austria Klettersteig Sinabell erreichbar. Schwierigkeitsstufe des Klettersteiges wird mit B bis luftiges C beschrieben.

Das Guttenberghaus ist eine Schutzhütte der Sektion Austria des ÖAV in 2146 m ü. A. Höhe knapp unterhalb der Feisterscharte am Fuß von Eselstein und Sinabell. Somit befindet sich das Schutzhaus im östlichen Teil des Dachsteingebirges hoch über Ramsau und ist die am höchsten gelegene Alpenvereinshütte der Steiermark. Es ist sowohl Ziel von Wanderern und Tagesgästen als auch Stützpunkt für Bergsteiger, die von hier aus größere Touren quer durch das Dachsteingebirge unternehmen. Das Guttenberghaus hat die Auszeichnung Mit Kindern auf Hütten. Im Winter bietet die Umgebung zahlreiche Möglichkeiten für Skitouren, wobei dann im Winterraum bis zu acht Personen übernachten können. 

## Geschichte
Das Guttenberghaus wurde von der Sektion Austria des D.u.Oe.A.V ab 1912 erbaut und am 26. Juni 1914 eröffnet. Seine Panoramalage unter der Feisterscharte verschafft dem Besucher einen weiten Ausblick über die Steiermark und zu den Niederen Tauern. Die Hütte wurde nach Hofrat Adolf Ritter von Guttenberg benannt, der die Sektion Austria bis 1910 leitete und anschließend Präsident des DOeAV wurde. Im Laufe der Zeit wurde das Schutzhaus mehrmals um- und ausgebaut. 

## Zugänge
- Von Kulm bei Ramsau (1150 m, Parkplatz Feistererhof) über Lärchbodenhütte und Anton-Baum-Weg, Gehzeit: 3 Stunden
- Von Rössing (980 m, Parkplatz Silberkarklamm) über Silberkarhütte, Grubach und Feisterscharte, mittel, Gehzeit: 4 Stunden
- Von der Gjaidalm (1750 m, erreichbar mit Dachsteinseilbahn von Obertraun) über das Plateau "Auf dem Stein", mittel, Gehzeit: 3½ Stunden

## Übergänge
- Seethalerhütte (2740 m) über Feisterscharte, Schladminger Gletscher und Hallstätter Gletscher, mittel, Gehzeit: 4½ Stunden oder über Gruberscharte, Ramsauer Höhenweg, Edelgrieß und Austriascharte, schwierig, Gehzeit: 5 Stunden
- Simonyhütte (2205 m) über Feisterscharte, Schladminger Gletscher und Hallstätter Gletscher, mittel, Gehzeit: 5 Stunden
- Brünner Hütte (1736 m) über Feisterscharte, Grubach und Grafenbergalm, mittel, Gehzeit: 5 Stunden
- Austriahütte (1638 m) über Gruberscharte, Ramsauer Höhenweg und Edelgrießscharte, mittel, Gehzeit: 5 Stunden

## Gipfelbesteigungen
- Sinabell (2342 m) über Feisterscharte und Nordwestgrat, mittel, Gehzeit: 50 Minuten
- Sinabell (2342 m) über Sinabell-Klettersteig, schwer, Gehzeit: 1½ Stunden
- Eselstein (2556 m) über Jubiläums-Klettersteig, schwierig, Gehzeit: 1½ Stunden
- Hohe Rams (2551 m) über Gruberscharte, mittel, Gehzeit: 1½ Stunden
- Scheichenspitze (2664 m) über Gruberscharte und Nordflanke, mittel, Gehzeit: 2½ Stunden
- Ramsauer Klettersteig von der Gruberscharte über Hohe Rams, Scheichenspitze und Gamsfeldspitze zur Edelgrießscharte

## Karten
- Alpenvereinskarte Blatt 14 Dachstein (1:25.000)[1]